# Бертон Л. Стівенс
Бертон Л. Стівенс (нар. 4 квітня 1951) — американський астроном-любитель.
Центр малих планет приписує йому відкриття шістдесяти астероїдів, зроблене між 2002 і 2011 роками.
Разом зі своєю дружиною Джанет він є співдиректором обсерваторії Desert Moon у Лас-Крусес, Нью-Мексико.
На його честь названо астероїд (38540) Стівенс.
| 55561 Маденберґ      | 9 січня 2002   |
| 89903 Пост           | 20 лютого 2002 |
| 90138 Діль           | 25 грудня 2002 |
| 111558 Барретт       | 6 січня 2002   |
| 126749 Джонджонс     | 20 лютого 2002 |
| 128065 Бартбенджамін | 19 липня 2003  |
| 203602 Данджойс      | 4 березня 2002 |
| 205698 Трояни        | 8 січня 2002   |